# Cantone di Castellane
Il Cantone di Castellane è una divisione amministrativa dell'arrondissement di Castellane.
A seguito della riforma approvata con decreto del 24 febbraio 2014, che ha avuto attuazione dopo le elezioni dipartimentali del 2015, ai 7 comuni del cantone sono stati aggiunti tutti i comuni dell'arrondissement di Castellane per un totale di 32 comuni.

## Composizione
Ai 7 comuni originari
- Castellane
- Demandolx
- La Garde
- Peyroules
- Rougon
- Saint-Julien-du-Verdon
- Soleilhas

dopo la riforma, si sono aggiunti i seguenti 25:
- Allons
- Allos
- Angles
- Annot
- Beauvezer
- Braux
- Castellet-lès-Sausses
- Colmars
- Entrevaux
- Le Fugeret
- Lambruisse
- Méailles
- Moriez
- La Mure-Argens
- La Rochette
- Saint-André-les-Alpes
- Saint-Benoît
- Saint-Julien-du-Verdon
- Saint-Pierre
- Sausses
- Thorame-Basse
- Thorame-Haute
- Ubraye
- Val-de-Chalvagne
- Villars-Colmars
- Volonne